# William Spencer Webb
Pour les articles homonymes, voir Spencer et Webb.
Cet article possède des paronymes, voir William Webb et William Spencer.
William Spencer Webb, né le 2 décembre 1784 et mort le 4 février 1865, est un officier et explorateur britannique.

## Biographie
En 1807, le gouverneur du Bengale Robert Hyde Colebrooke (en), l'envoie à la découverte des sources du Gange. L'expédition, qui compte aussi outre des interprètes, le peintre et officier Hyder Young Hearsey et le lieutenant Felix Vincent Raper, se rassemble à Haridwar. Elle y recueille des informations puis, par Béhar et Patna, remonte le bassin du fleuve. Elle gagne Srinagar et atteint la jonction des deux rivères formant le Gange, la Bhagirathi et l'Alaknanda. Un groupe dirigé par Webb franchit l'Alaknanda mais doit renoncer plus loin, le chemin étant devenu impraticable.
Le deuxième groupe, quant-à-lui, découvre les sources le 13 mai 1808.
Webb, néanmoins, va mesurer depuis quatre stations à la frontière népalaise un sommet, dont il découvre qu'il s'appelle le Dhaulagiri, en obtenant l'altitude de 26 862 pieds (soit 8 190 m, proche des 8 167 m actuels),.